# 两广梭罗
两广梭罗（学名：Reevesia thyrsoidea），也称牛关麻、油在树、细叶马甲，为梧桐科梭罗树属下的一个植物种。